# Mont-roig del Camp
Mont-roig del Camp – gmina w Hiszpanii, w prowincji Tarragona, w Katalonii, o powierzchni 63,58 km². W 2011 roku gmina liczyła 12 702 mieszkańców.